# Pterocheilus biplagiatus
Pterocheilus biplagiatus är en stekelart som beskrevs av Cresson 1879. Pterocheilus biplagiatus ingår i släktet palpgetingar, och familjen Eumenidae. Inga underarter finns listade i Catalogue of Life.